# Ruins (альбом First Aid Kit)
Ruins (с англ. — «Руины») — четвёртый студийный альбом шведского инди-фолк дуэта сестёр Йоханны и Клары Сёдерберг, известного как First Aid Kit. Он был выпущен 19 января 2018 года с помощью лейбла Columbia Records. Альбом был спродюсирован Такером Мартином, в его создании приняли участие Питер Бак из американской рок-группы R.E.M., Гленн Котче из Wilco и МакКензи Смит из Midlake. Лид-сингл «It’s a Shame» был выпущен 28 сентября 2017 года.
Альбом получил положительные отзывы критиков и занял первые места в хит-парадах Швеции и Шотландии.

## Предыстория
После того, как First Aid Kit прорвались на международный рынок с кавером на песню «Tiger Mountain Peasant Song» американской фолк-группы Fleet Foxes в 2008 году, дуэт выпустил три альбома за шесть лет. В одном из интервью Клара Сёдерберг сказала: «Мы начали гастролировать в 2009 году, и между выступлениями и записью у нас не было перерыва. К 2015 году я была как бы вымотана. Мне было трудно выразить, не говоря уже о том, чтобы понять, насколько я была измотана, пока не смогла больше этого делать». Ее сестра Йоханна пережила похожий опыт и в том же интервью сказала: «Это приходило к нам по-разному: срывы, слезы на сцене, чувство, что это слишком… Мы вместе решили, что нам нужен перерыв, и мне было очень трудно это сделать. Я была беспокойной и с трудом переносила перерыв, но нам обоим было необходимо это пространство. Мы не разговаривали несколько месяцев. Нам пришлось развестись, прежде чем мы снова смогли писать музыку».
В августе 2015 года после окончания тура Stay Gold они взяли перерыв до апреля 2016 года. В этот период у Клары закончились отношения, что повлияло на запись и привело к появлению названия альбома: «Это руины отношений. Как это грустно, но в то же время как это было прекрасно. Это все, что остается в конце». В 2016 году Клара и Йоханна вновь собрались в Лос-Анджелесе для написания нового альбома. Первый сингл «It’s a Shame» размышляет о сияющем солнце в Лос-Анджелесе, которое «заставляет» их чувствовать себя счастливыми, находясь в грустном настроении. Трек «Rebel Heart» они написали в отдаленном доме в Joshua Tree. Песня «My Wild Sweet Love» была изначально написана для фильма 2014 года The Fault in Our Stars, но была отклонена. Закрывающая альбом песня «Nothing Has to Be True» была написана на гитаре Gibson 1928 года, купленной в подарок Джеком Уайтом.

## Запись
В январе 2017 года группа приступила к записи в Портленде, штат Орегон, с продюсером Такером Мартином. В записи альбома приняли участие Питер Бак из американской рок-группы R.E.M., Гленн Котче из Wilco и МакКензи Смит из Midlake. В песне «Hem of Her Dress» вместе с матерью и братом Клары и Йоханны можно услышать американскую автора-исполнительницу Лору Вирс.

## Отзывы
| Совокупная оценка   | Совокупная оценка |
| Источник            | Оценка            |
| ------------------- | ----------------- |
| AnyDecentMusic?     | 7.0/10            |
| Metacritic          | 76/100            |
| Оценки критиков     |                   |
| Источник            | Оценка            |
| AllMusic            | [ 9 ]             |
| The A.V. Club       | B                 |
| The Daily Telegraph | [ 11 ]            |
| The Guardian        | [ 12 ]            |
| The Independent     | [ 13 ]            |
| NME                 | [ 14 ]            |
| Pitchfork           | 6.4/10            |
| Q                   | [ 16 ]            |
| Rolling Stone       | [ 17 ]            |
| The Times           | [ 18 ]            |

Альбом получил в основном положительные отзывы критиков.
Его рейтинг на Metacritic равный 76 из 100 на основе 27 рецензий означает «в целом благоприятные отзывы». Марси Донелсон из AllMusic считает Ruins «никогда не самодовольным, хотя и сохраняющим свои грубые, деревенские края». В своей рецензии Дэниел Сильвестр из Exclaim! заключил: «В лирическом и звуковом плане Ruins помогает First Aid Kit представить слушателям зрелую, реализованную и зачастую душераздирающую версию творчества этой молодой группы». Энди Гилл из The Independent сказал: «Если альбом 2014 года Stay Gold выражал глубокое желание перемен, то Ruins разгребает обломки, оставшиеся после этих перемен». Он похвалил «инстинктивные гармонии, которые остаются такими же сладкими, как и прежде». Джо Гоггинс из Drowned in Sound дал альбому смешанную рецензию, заявив: «Вопрос, однако, заключается в том, как долго First Aid Kit смогут продолжать вносить изменения в оригинальную модель, прежде чем закон убывающей отдачи начнет действовать». В июле BBC Radio 6 Music назвало Ruins одним из 18 лучших альбомов года. В августе в Швеции альбом был удостоен золотой пластинки.
Альбом принес First Aid Kit вторую номинацию на BRIT Awards в категории «Международная группа» (первая была в 2015 году, а третья будет в 2023 году).

## Список композиций
Слова и музыка всех песен — Клары и Йоханны Сёдерберг.
| №                   | Название                 | Длительность |
| ------------------- | ------------------------ | ------------ |
| 1.                  | «Rebel Heart»            | 5:22         |
| 2.                  | «It's a Shame»           | 4:00         |
| 3.                  | «Fireworks»              | 4:15         |
| 4.                  | «Postcard»               | 3:47         |
| 5.                  | «To Live a Life»         | 3:13         |
| 6.                  | «My Wild Sweet Love»     | 3:55         |
| 7.                  | «Distant Star»           | 3:10         |
| 8.                  | «Ruins»                  | 3:31         |
| 9.                  | «Hem of Her Dress»       | 3:23         |
| 10.                 | «Nothing Has to Be True» | 4:58         |
| Общая длительность: | Общая длительность:      | 39:34        |

## Чарты
| Чарт (2018)                         | Высшая позиция |
| ----------------------------------- | -------------- |
| Австралия (ARIA)                    | 13             |
| Австрия (Ö3 Austria)                | 37             |
| Бельгия/Фландрия (Ultratop)         | 7              |
| Бельгия/Валлония (Ultratop)         | 76             |
| Дания (Hitlisten)                   | 28             |
| Нидерланды (Album Top 100)          | 10             |
| Финляндия (Suomen virallinen lista) | 10             |
| Франция (SNEP)                      | 60             |
| Германия (Offizielle Top 100)       | 42             |
| Ирландия (IRMA)                     | 10             |
| Норвегия (VG-lista)                 | 4              |
| Шотландия (Scottish Albums Chart)   | 1              |
| Швеция (Sverigetopplistan)          | 1              |
| Швейцария (Schweizer Hitparade)     | 11             |
| Великобритания (UK Albums Chart)    | 3              |
| США (Billboard 200)                 | 47             |
| США (Billboard Folk Albums)         | 2              |
| США (Billboard Top Rock Albums)     | 6              |

| Чарт (2018)                 | Позиция |
| --------------------------- | ------- |
| Бельгия (Ultratop Flanders) | 92      |
| Швеция (Sverigetopplistan)  | 16      |